# 肖恩·墨菲 (音频工程师)
肖恩·墨菲（英語：Shawn Murphy，1948年5月16日—）美国音频工程师。他赢得了1次奥斯卡最佳音响效果奖，并获得了2次提名。自1983年起，墨菲参与制作了350多部电影。

## 部分影视作品
墨菲赢得过1次奥斯卡金像奖，并获得了2次提名。
获奖
- 侏罗纪公园 (1993)[1]

提名
- 夺宝奇兵3：圣战奇兵 (1989)[2]
- 星球大战前传1：幽灵的威胁 (1999)[3]